# Platymantis wuenscheorum
Platymantis wuenscheorum é uma espécie de anfíbio anuro da família Ceratobatrachidae. Está presente na Indonésia. A UICN classificou-a como em perigo de extinção.